# Martyrologe vieil-anglais
Le martyrologe vieil-anglais (Old English Martyrology) est un martyrologe (un calendrier des fêtes religieuses) qui était utilisé par le peuple anglo-saxon.
Il a été en partie reconstitué d’après six manuscrits du Moyen Âge et une transcription plus récente ; les éditions de référence contemporaines comptent 238 hagiographies, avec comme manques principaux des morceaux de « Janvier », et une grande partie de « Février » et de « Décembre ».
On situe la compilation originelle du martyrologe dans la seconde moitié du IXe siècle, probablement en Mercie, ou en tout cas par quelqu’un maîtrisant l’écriture en mercien (un dialecte du vieil anglais). La compilation inclut des textes de Bède le Vénérable, Aldhelm de Sherborne, Étienne de Ripon, saint Adomnan, Grégoire Ier, et Isidore de Séville, ce qui montre que l’auteur avait accès à une importante bibliothèque.

## Manuscrits
Le martyrologe suit le temporale, c’est-à-dire qu’il commence au 25 décembre, fête de la naissance de Jésus ; les numéros des jours sont précisés après les dates.
Manuscrit AC’est le manuscrit qui permet de situer la compilation du martyrologe.
Il contient quatre entrées : du 14 avril (64), fête des martyrs Valérien, Maxime et Tiburce de Rome, au 23 avril (67), fête de saint Georges.
Manuscrit BC’est le plus complet des manuscrits, avec 229 entrées, mais il présente des discontinuités.
Il couvre les périodes : du 31 décembre (7), fête du pape Sylvestre Ier, au 25 janvier (35), jour de la conversion de saint Paul ; du 27 février (36), découverte du chef de saint Jean le Baptiste, au 13 mars (43), fête de Macedonius, Patricia, Modesta ; du 18 mars (45), premier jour de la Création, au 24 juin (111), naissance de saint Jean le Baptiste ; du 2 juillet (117), fête de Processe et Martinien de Rome, au 11 novembre (224), fête de Menas et Héliodore.
Manuscrit C
C’est le deuxième manuscrit le plus complet, avec 207 entrées.
Il contient les sections du 19 mars (46), second jour de la Création, au 21 décembre (238), fête de l’apôtre Thomas.
Manuscrit C*
Il fait partie de la « Collectanea Joscellini », une collection réalisée au XVIe siècle par John Joscelyn (°1529 – †1603), secrétaire de Matthew Parker (°1504 – †1575), archevêque de Cantorbéry de 1559 à sa mort. C’est une traduction en anglais moderne d’une partie du manuscrit C.
Il contient des parties du textes, donc certaines conservées nulle part ailleurs, notablement celle du 17 mars (44), fête de saint Patrick. Il contient également des informations calendaires et astronomiques : 58a (fin de mars), 58b (début d’avril), 73b (début de mai), 83a (début de l’été), 94a (fin de mai), 94b (début de juin), 111a (solstice d’été), 116a (fin de juin), 116b (début de juillet), 139a (fin de juillet), 139b (début d’août), 171a (fin d’août), 171b (début de septembre), 200a (fin de septembre), 200b (début d’octobre), 217a (fin d’octobre), 217b (début de novembre), 221a (début de l’hiver), 233a (fin de novembre), 233b (début de décembre).
Manuscrit D
Il contient sept entrées, écrites en marge du texte principal : du 25 décembre (1), associé à la naissance du Christ, au 31 décembre (7), fête du pape Sylvestre Ier.
Manuscrit E
Il contient onze entrées, du 2 mai (75), fête de saint Athanase, au 10 mai (85), fête de Calépode.
Manuscrit F
Sans être un martyrologe, il contient deux entrées liées : le 9 mai (83a) qui correspond au début de l’été, et le 7 novembre (221) qui correspond au début de l’hiver.

## Sources
- (en) Hugh Magennis, « Old English Martyrology », The Literary Encyclopedia, 30 avril 2003 (consulté le 23 août 2010)
- (en) Christine Rauer, « The Old English Martyrology: An Annotated Bibliography » (consulté le 23 août 2010)

- (en) Cet article est partiellement ou en totalité issu de l’article de Wikipédia en anglais intitulé « Old English Martyrology » (voir la liste des auteurs).